# Кришнараджа Водеяр III
Махараджа Кришнараджа Водеяр III (канн. ಮುಮ್ಮಡಿ ಕೃಷ್ಣರಾಜ ಒಡೆಯರ್; Шриман Раджадхираджа Раджа Парамешвара Праудха-пратапа Апратима-вира Нарапати Бируд-антембара-ганда Махараджа Сэр Кришнараджа Водеяр III Бахадур (14 июля 1794 — 27 марта 1868) — 22-й махараджа индусского княжества Майсур (30 июня 1799 — 27 марта 1868). Также известен как Муммади Кришнараджа Водеяр. Он принадлежал к династии Водеяров, правил княжеством почти семьдесят лет. Он известен своим вкладом и покровительством различным видам искусства и музыки во время своего правления. Ему наследовал его приёмный сын Чамараджендра Водеяр Х (1868—1894).

## Ранние годы
Родился в Шрирангапатнаме (столице Майсура). Сын Кхаса Чамараджи Водеяра IX (1774—1796), 21-го махараджи Майсура (1776—1796), и его первой жены, Махарани Кемпананджаммани Авару . Махарани Лакшми Аммани Деви, его приёмная бабка, сыграла важную роль в образовании и воспитании своего приёмного внука, Кришнараджи Водеяра III, и способствовала его вступлению на майсурский трон.
Водеяры потеряли княжеский престол Майсура в 1766 году, когда его захватил мусульманский военачальник Хайдер Али (1720—1782), объявивший себя султаном. Ему наследовал в 1786 году его старший сын Типпу Султан (1750—1799). Махарани Лакшми Аммани Деви ожидала возможности свергнуть Хайдера Али, а затем его сына Типу Султана, и посылала многочисленных агентов к британцам, чтобы свергнуть Типу Султана и вернуть престол дому Водеяров. Она также проинформировала британцев о договоре между Типу Султаном и Францией. Когда Типу Султан погиб в мае 1799 года во время осады английской армией Шрирангапатнама, она обсуждала вопрос о передаче майсурского трона, что привело в конечном итоге к утверждению пятилетнего Кришнараджи Водеяра III в качестве Махараджи Майсура 30 июня 1799 года.
Церемония проходила в специальном павильоне, построенном рядом с храмом Лакшмирамана Свами в Майсуре . Первый министр Типу Султана Диван Пурнайя (1746—1812) был официально избран британцами Диваном Майсура с указанием, что он должен быть верен махарадже до тех пор, пока сам махараджа не достигнет возраста совершеннолетия.

## Правитель княжества Майсур
Кришнараджа Водеяр III достиг 16 лет в начале 1810 года и, следовательно, достиг возраста совершеннолетия. После обсуждения с британским резидентом А. Х. Коулом, бразды правления княжеством были переданы от Дивана Пурнайи к махарадже. Но махараджа потерял поддержку своей бабки, которая умерла в 1810 году, а также Пурнайи, который умер в 1812 году.
Последующие годы были свидетелями добросердечных отношений между Майсуром и Великобританией, пока всё не начало портиться в 1820-х гг. Даже несмотря на то, что губернатор Мадраса Томас Манро после проведённого в 1825 году личного расследования установил, что обвинения в финансовых нарушениях, выдвинутые Коулом, резидентом в Майсуре, не имели под собой никаких оснований, и вспыхнувшее к концу десятилетия народное восстание значительно изменило ситуацию. В 1831 году, почти сразу после восстания, британцы, ссылаясь на плохое управление, взяли под прямой контроль княжеское государство. В течение следующих пятидесяти лет Майсур находился под властью сменявших друг друга британских комиссаров. Генерал-лейтенант Марк Каббон, известный своей государственной мудростью, служил в Майсуре в 1834—1861 годах, создал эффективную и успешную административную систему, которая оставила княжество Майсур хорошо развитым государством.

## Вклад в культуру
Кришнараджа Водеяр III был ответственен за культурный рост Княжества Майсур. Он сам был писателем, написав книги на языке каннада, как Sritattvanidhi и Sougandhikaparinaya. При его дворе находились ряд писателей, которые вместе внесли свой вклад в развитие современной прозы Каннада, которая имела стиль, отличный от стиля Чампу, который следовал до сих пор. другие важные сочинения, которые появились во время его правления, включают Мудраманджуша Кемпу Нараяна, Калавати Париная Ядава и Вачана Кадамабари. Махараджа был хорошо знаком со многими языками, включая санскрит, каннада, тамильский, английский, телугу и урду. Он даже играл на музыкальном инструменте вине. Он был опытным игроком настольных игр и считается, что возродил игру Ганджифа. Он также был коллекционером и изобретателем настольных игр.
Кришнараджа Водеяр III был правителем, который придавал большое значение развитию искусства. Он покровительствовал многим ученым при своем дворе и сам был крупным знатоком языков каннада и санскрит, а также написал более 50 работ. Якшаганская форма литературы, ее рост и выживание — все это благодаря его усилиям. Парти Субба из Южной Канары, известный писатель Якшагана, процветал в его период. Девачандра, Венкатарама Шастри, Басаваппа Шастри, Алия Лингараджа, Кемпу Нараяна, Шриниваса Кавишарвабхума, Таммайа Кави, Нанджунда Кави, Шантараджа Пандита — все они были под его покровительством.
Девачандра написал Раджавали Катха, которая имеет большое историческое значение, а также Рамакатаватхара, работу в стиле чампу. Кемпу Нараяна написал Мудра Манджуша, который является прозой каннада. Астана Видван Басаваппа Шастри написал различные произведения. Он написал стихи на языке каннада, таких как Шакунтала, Викраморвасия, Ратнавали, Чандакусика и Уттара Рамачарита. Он также перевел знаменитое произведение Шекспира «Отелло» на язык каннада и известен как Шурасена-Чарита. Он также написал Дамаянти в стиле чампу, Савитри Чарита в Шатпади, Шри Рагхавендра Свами Аштоттара Стотрам, и множество других работ на санскрите.
Кришнараджа Водеяр III написал много произведений, таких как Дашаратха Нандана Чарита, Грахана Дарпана, Санкья Ратна Коша, Чатуранга Сара Сарвасва , Шри Татванидхи , Саугандхика Париная , Шри Кришна Катха Санграха , Рамаяна, Махабхарата, Сурья Чандра Вамсавали и др. Его звали Бходжа Раджа из Каннады. «Сурья Чандра Вамсавали» Водеяра повествует о сотне эпизодов из «Рамаяны» и «Махабхараты», а также о приключениях Ядурая и Кришнарая, основателей династии Водеяров.

## Полное имя и названия
Его официальное полное имя и титул — Его Высочество Махараджа Сэр Муммади Кришнараджа Водеяр, кавалер Ордена Звезды Индии.

## Смерть и преемственность
27 марта 1868 года Кришнараджа Водеяр III скончался в возрасте 73 лет. Ему наследовал его внук и приёмный сын, Чамараджендра Водеяр X (1863—1894), 23-й махараджа Майсура (1868—1894), третий сын Сардара Чикки Кришнараджа Урса. Его отец умер примерно за неделю до его рождения. Его мать, Раджкумари Путаммани Деви, была старшей дочерью Махараджи Кришнараджи Водеяра III.
От многочисленных жен и наложниц у махараджи было 7 сыновей и 8-9 дочерей.